# Myriactis humilis
Myriactis humilis là một loài thực vật có hoa trong họ Cúc. Loài này được Merr. mô tả khoa học đầu tiên.